# روستلاند
روستلاند أكبر جزيرة من جزر روست التابعة لمقاطعة نوردلاند. الجزيرة مسطحة تكسوها الأعشاب  مع الكثير من المستنقعات، وأعلى نقطة فيها تصل إلى ارتفاع  11 مترا عن مستوى البحر. مساحة الجزيرة 3.6 كلم مربع. معظم سكان جزر روست يقيمون في روستلاند وهنالك منطقة في غرب الجزر تعد محمية طبيعية وفي شمال الجزر يوجد مطار روست.

## معرض صور

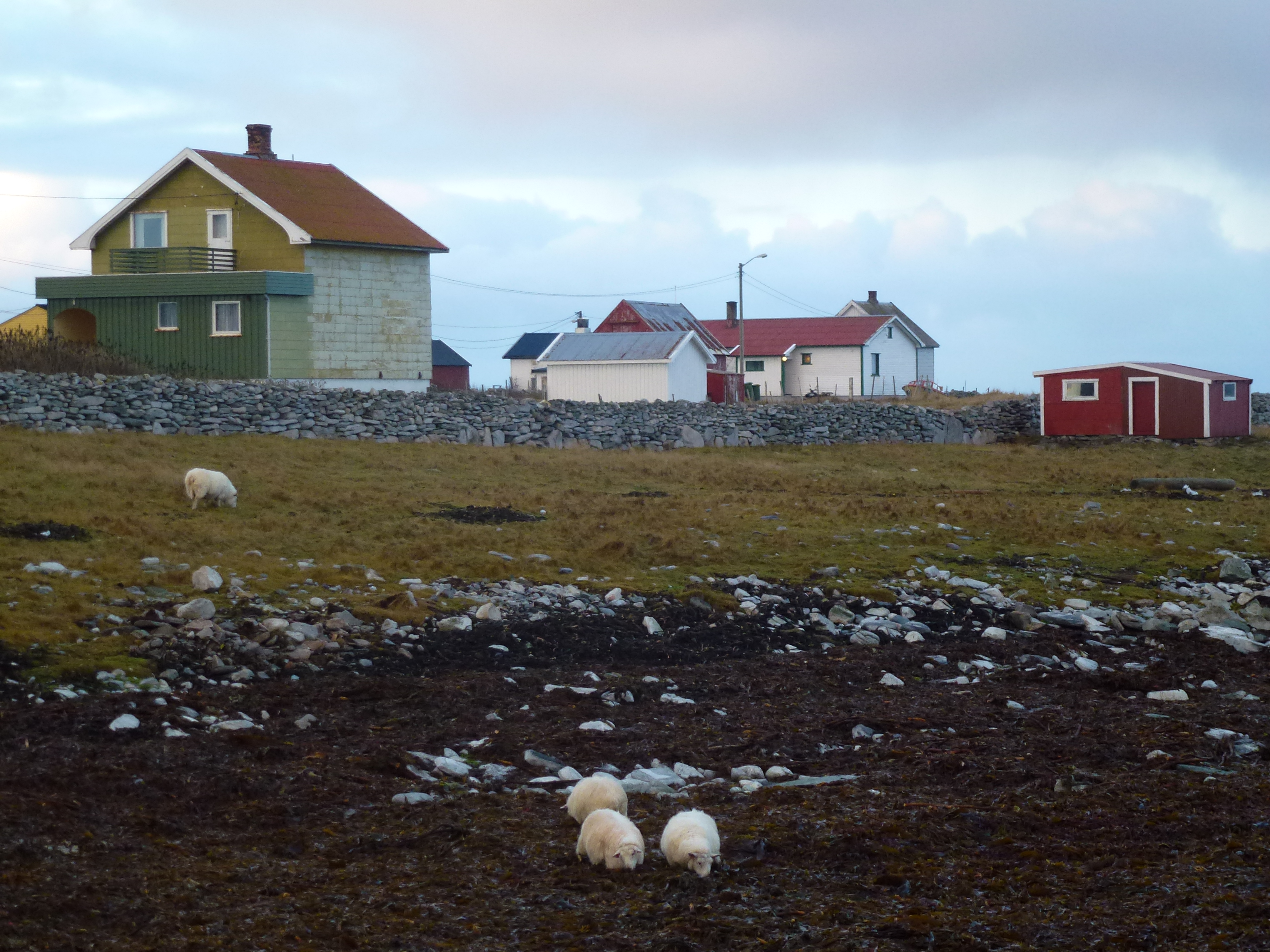
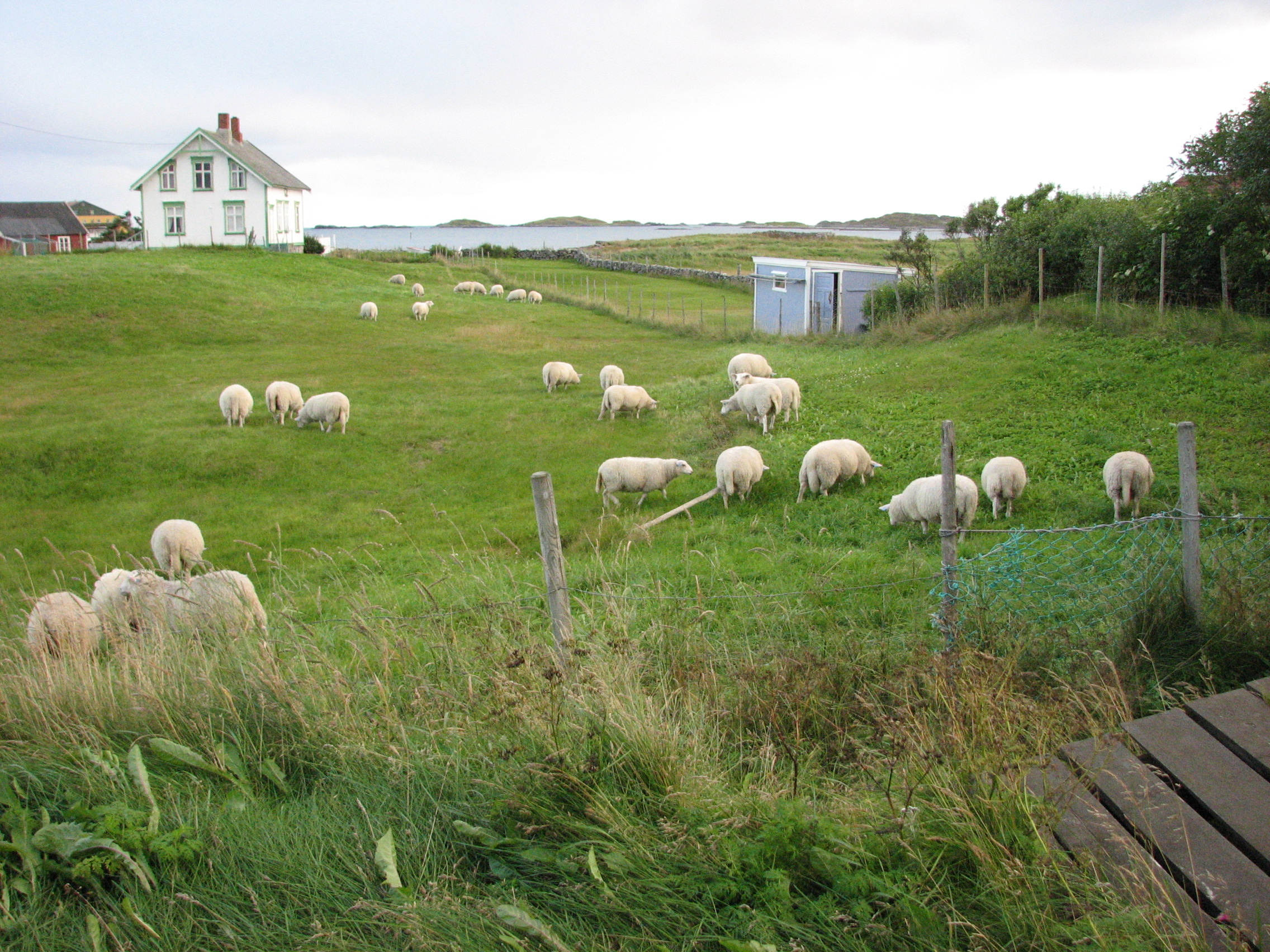
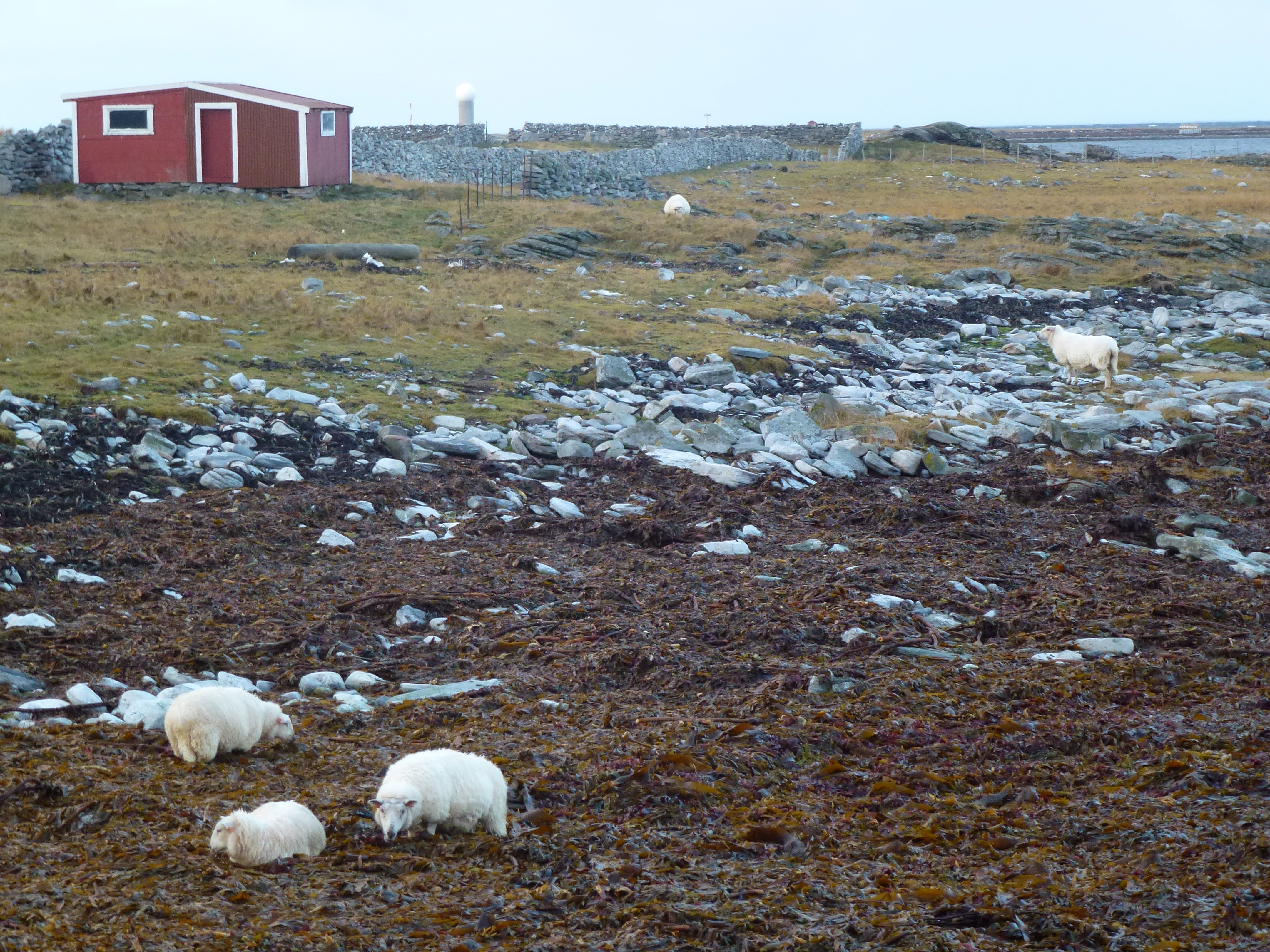
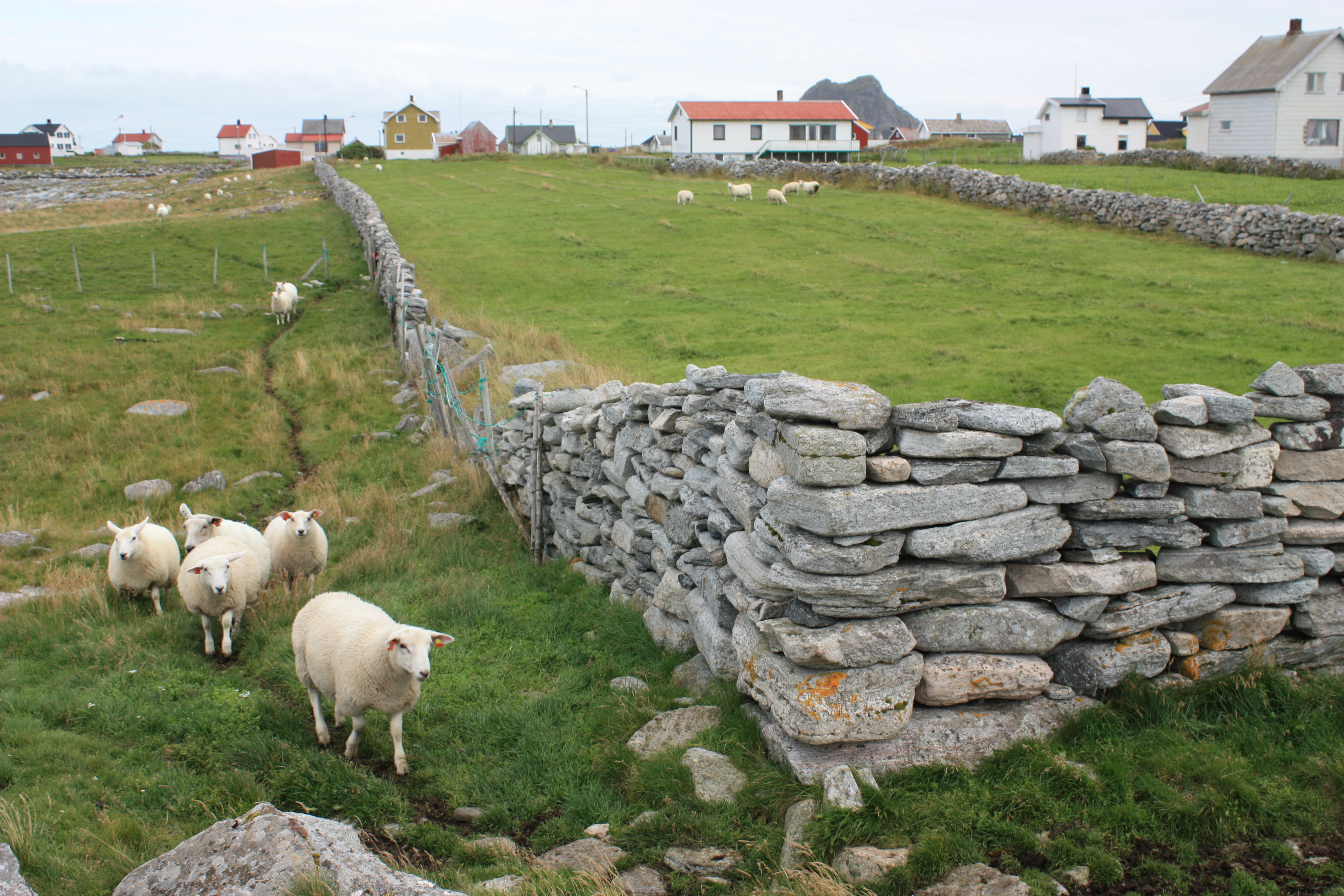
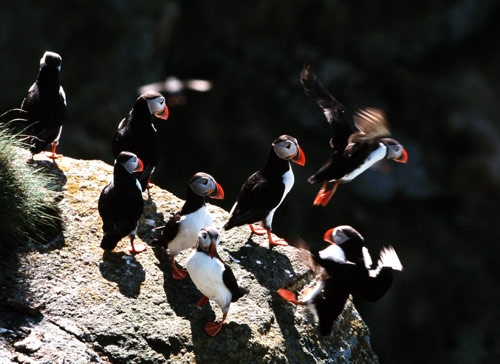